# Storkówko Pomorskie
Storkówko Pomorskie – zlikwidowany przystanek stargardzkiej kolei wąskotorowej w Storkówku, w województwie zachodniopomorskim, w Polsce. Przystanek został zamknięty 10 czerwca 2001 roku.